# 인터넷 익스체인지 포인트

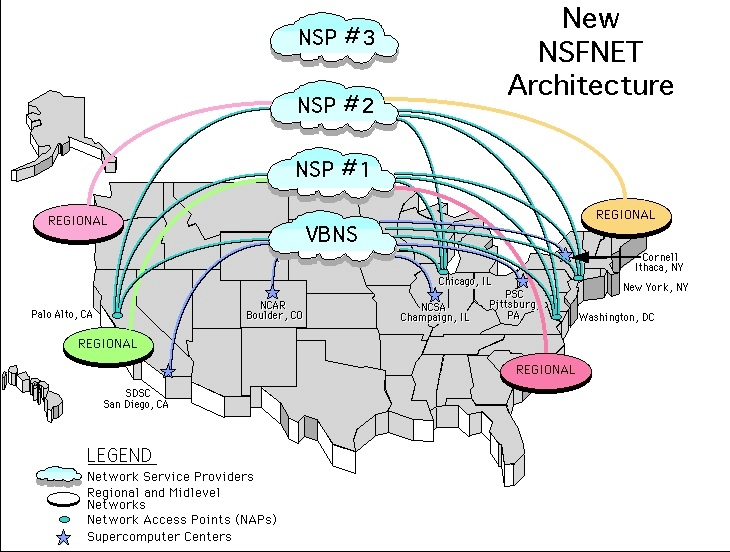

인터넷 익스체인지 포인트(Internet eXchange Point, IX 또는 IXP)는 ISP(인터넷 서비스 제공자)간의 인터넷 트래픽을 원활하게 소통시키기 위한 인터넷 연동 서비스로 ISP간의 상호접속을 목적으로 주요 IX NOC(네트워크 통합운영센터, Network Operations Center)에 각 공급자(ISP 등)가 회선을 끌어와서 공동으로 연동함으로써 회선 비용을 낮추면서 효율적인 ISP간 접속경로를 제공한다. 여러 ISP의 트래픽 양을 지켜보면서 한쪽이 너무 많거나 적게 흘러가지 않도록 조정하는 교통순경 역할을 한다고 볼 수 있다.

## 접속방식
IX 접속 수용 방식은 스위치(네트워크 스위치) 장비 기반의 레이어(Layer)2와 라우터 장비 기반의 레이어3 방식으로 분류된다. 레이어2 방식에서는 업체가 라우터를 가져다 놓고 ISP 업체간에 상호 연동을 맺는 반면, 레이어3 방식에서는 각 업체가 하나의 중앙 라우트 서버와 상호 연동을 맺게 되므로 업체간에 직접 상호 연동을 맺지 않는다.

## 국내외 IX 서비스 업체

### 국내
- KT
- SK브로드밴드
- LG유플러스
- 케이아이엔엑스
- 한국인터넷진흥원(비영리)

### 국외
- DE-CIX
- AMS-IX
- LINX
- 에퀴닉스
- MSK-IX
- JPNAP
- HKIX

## 같이 보기
- en:List of Internet exchange points by size